# William H. Sullivan

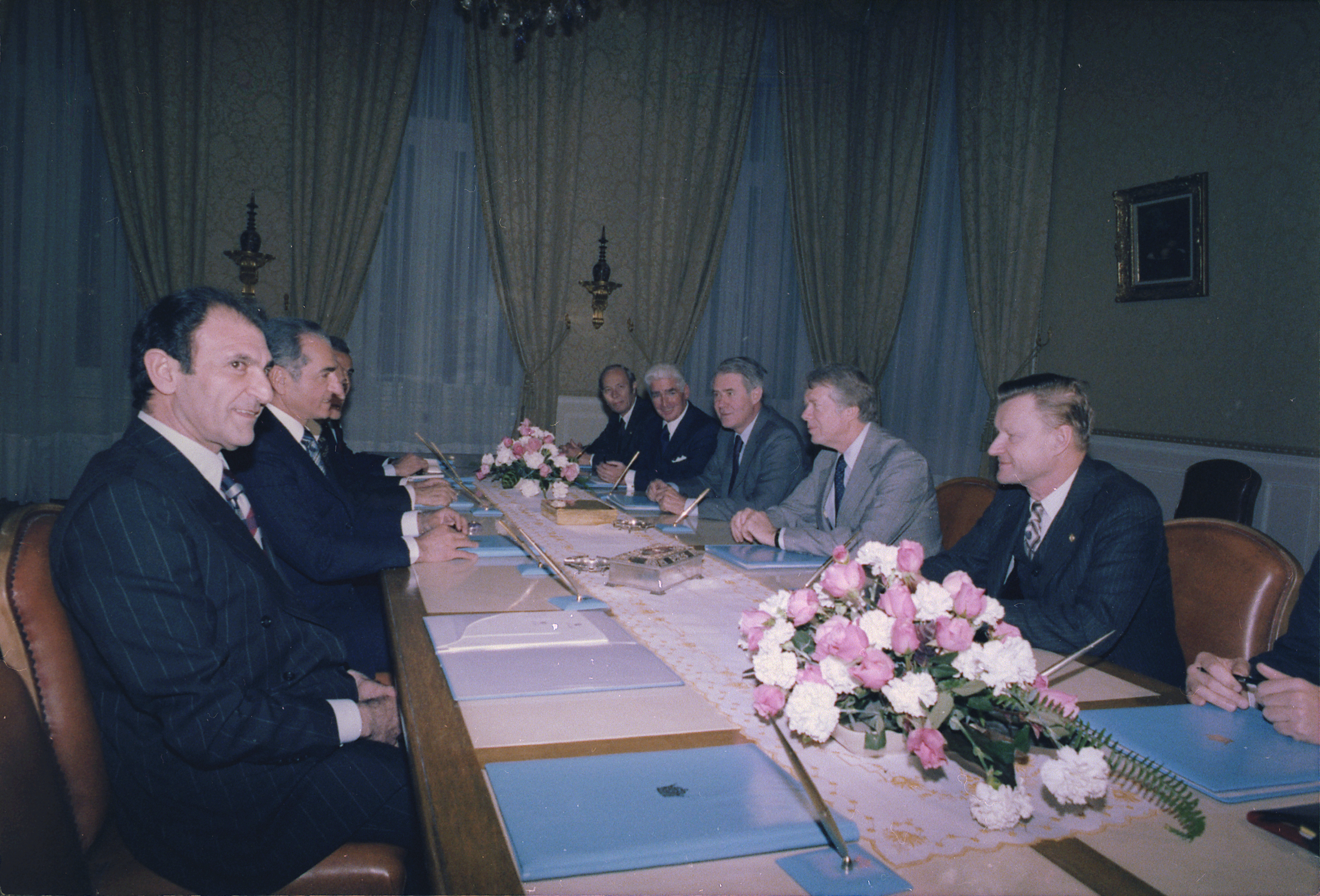
Der Schah mit Atherton, Sullivan, Vance, Carter und Brzezinski während einer Besprechung 1977

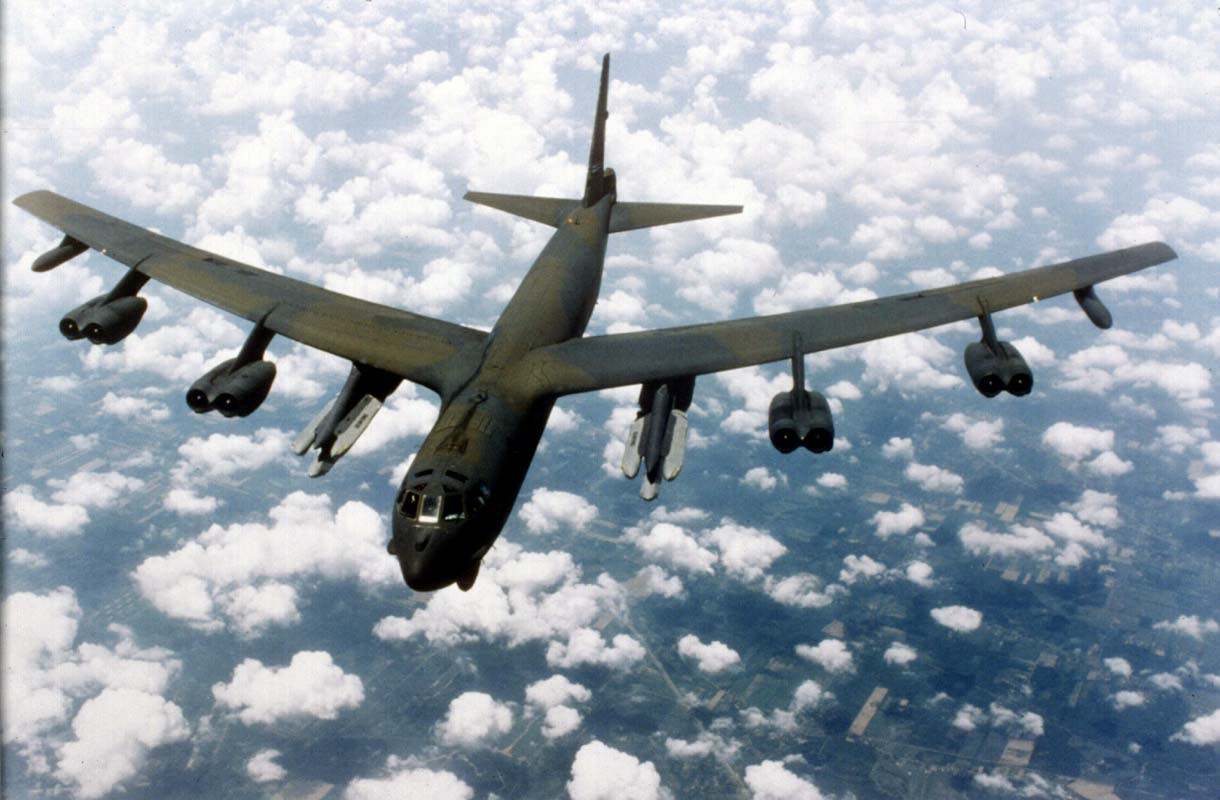
Sullivan war als US-Botschafter für die Flächenbombardements der US-Luftwaffe im geheimen Krieg in Laos verantwortlich. Er legte, nach Rücksprache mit der laotischen Regierung, die Ziele für die Bombardements fest.

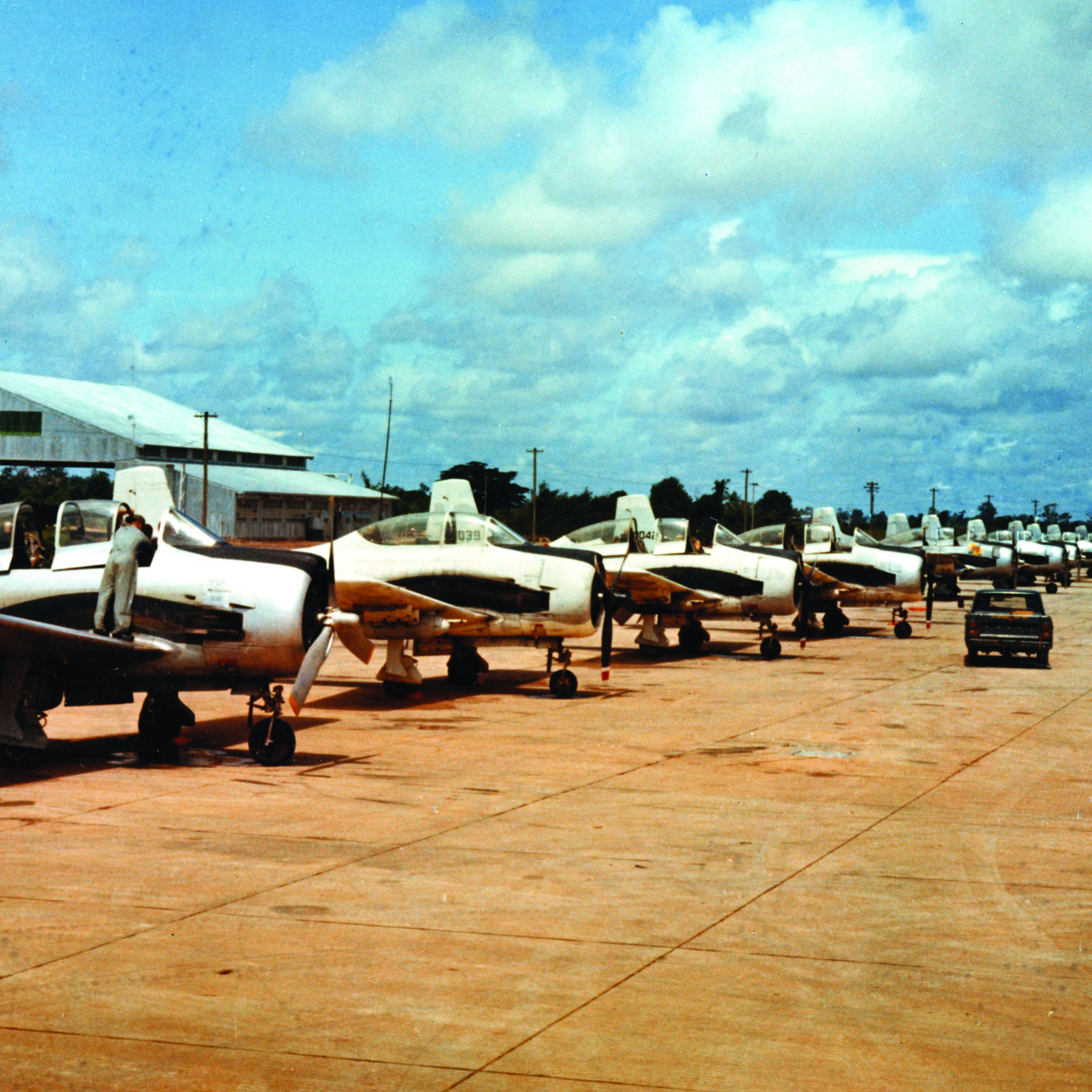
Laotische T-28 aus dem Hilfsprogramm der amerikanischen Regierung. Sullivan war für dieses geheime Hilfsprogramm zuständig. Das Requirements Office, offiziell vom USAID geführt, stand unter seiner Kontrolle. Die Hilfslieferungen wurden vom JUSMAGTHAI durchgeführt.

William Healy Sullivan (* 12. Oktober 1922 in Cranston, Rhode Island; † 11. Oktober 2013 in Washington DC) war ein US-amerikanischer Diplomat im Auswärtigen Dienst. Von 1965 bis 1969 war er Botschafter in Laos und von 1977 bis 1979 Botschafter im Iran.

## Studium, Militärdienst und Diplomatische Korps
William Healy Sullivan studierte an der Brown University in Rhode Island. Nach Abschluss seines Studiums 1943 verpflichtete er sich bei der US Marine als Artillerieoffizier auf der USS Hambleton (DD-455). Der Zerstörer übernahm Geleitschutzaufgaben von Konvois im Atlantik, unterstützte die Invasion von Italien und war beim D-Day und bei der Schlacht um Okinawa beteiligt. Nach dem Krieg studierte er weitere Semester in Harvard und trat dann in die diplomatischen Korps ein. Sein erster Auslandseinsatz war in Bangkok, wo er sich den Ruf eines Südostasien-Experten erarbeitete.
Weitere Stationen seiner Laufbahn waren Kalkutta, Rom, Neapel und Den Haag. Er galt als wenig kompromissbereit und daher für höhere Aufgaben nicht geeignet. 1961 nahm er an den Verhandlungen über die Zukunft von Laos in Genf teil. Nach dem Ende der Verhandlungen mussten alle amerikanischen Militärs das Land verlassen. Präsident Kennedy beschloss, dass alle zukünftigen Operationen in Laos unter die Aufsicht des Botschafters in Vientiane fallen sollten.

## Botschafter in Vientiane
1964 bekam Sullivan seinen ersten Botschafterposten. Ausschlaggebend sollen seine Kontakte zu den Vietminh gewesen sein, die er 20 Jahre zuvor im Nord-Osten Thailands geknüpft hatte. Als Botschafter in Laos war er verantwortlich für die Operationen der C.I.A in diesem Land während des Vietnamkriegs. Da nach dem Genfer Abkommen Laos offiziell neutral war, führte die Botschaft eine vom C.I.A. gebildete, finanzierte, ausgerüstete und trainierte geheime Söldnerarmee von Hmong-Kriegern mit einer Stärke von 45.000 Mann. Auch war die Botschaft für die Flächenbombardements der US-Luftwaffe in diesem Land verantwortlich. Sullivan hatte damit eine Machtfülle, die anderen Botschaftern nicht zukam, und war für Aufgaben verantwortlich, die eigentlich nicht in den Zuständigkeitsbereich eines Botschafters fielen. Einer seiner Kollegen meinte: “there wasn’t a bag of rice dropped in Laos that he didn’t know about” - “Es gab keinen Abwurf eines Reissacks in Laos, über den er nicht Bescheid wusste.” Für die Flächenbombardements, die selbst vor dem US-Kongress geheim gehalten wurden, musste er sich später vor diesem verantworten.
Die geheimen Bombenabwürfe und der geheime Krieg machten Laos zum meist zerbombten Land auf Erden und führten zu 600.000 Flüchtlingen. Hunderttausende starben.

## Aktivitäten nach Vientiane
Sullivan war unter Henry Kissinger an den Pariser Verhandlungen über die Beendigung des Vietnamkriegs beteiligt. Später war er Botschafter auf den Philippinen und der letzte US-Botschafter im Iran.
Sullivan trat das Amt kurz vor dem Besuch des amerikanischen Präsidenten Jimmy Carter im Iran an. Die Amerikaner hatten enge Beziehungen zur Regierung des Schah. Nach dem Besuch verschlechterte sich die Situation im Iran aber zusehends. Es kam zu großen Demonstrationen gegen Schah Mohammad Reza Pahlavi und den von ihm eingesetzten Ministerpräsidenten Schapur Bachtiar. Während Sullivan eine Annäherung der USA zu Ayatollah Chomeini forderte, vertrat der Sicherheitsberater der Regierung Carters, Zbigniew Brzeziński, eine Politik der bedingungslosen Unterstützung des Schah. Es kam zum Streit. Am  14. Februar 1979 wurde die amerikanische Botschaft von  Demonstranten gestürmt, wenige Wochen nachdem der Schah am 16. Januar 1979 das Land verlassen hatte. Die neue iranische Regierung konnte die Besetzung schnell unblutig beenden. Im März 1979 wurde Sullivan in die USA zurückbeordert. Die Besetzung der amerikanischen Botschaft in Teheran im gleichen Jahr musste er nicht miterleben.
Nach seinem Ausscheiden aus dem diplomatischer Dienst betreute er ein Programm an der Columbia University.

## Veröffentlichungen
- Mission to Iran. Norton, New York 1981, ISBN 0-393-01516-5.
- Obbligato : 1939–1979 ; notes on a foreign service career. Norton, New York 1984, ISBN 0-393-01809-1.